# Scincella potanini
Espèce
Synonymes
- Lygosoma potanini Günther, 1896

Scincella potanini est une espèce de sauriens de la famille des Scincidae.

## Répartition
Cette espèce est endémique de la République populaire de Chine. Elle se rencontre dans les provinces du Gansu, du Sichuan et du Guizhou.

## Étymologie
Cette espèce est nommée en l'honneur de Grigory Nikolayaevich Potanin (1835-1920).

## Publication originale
- Günther, 1896 : Report on a collection of reptiles, batrachians and fishes made by Messrs Potanin and Berezowski in the Chinese provinces Kansu and Szechwan. Annuaire du Musée Zoologique de l'Académie Impériale des Sciences de Saint Pétersbourg, vol. 1, p. 1199-1219.